# Nanacamilpa
Nanacamilpa (oficialmente, Ciudad de Nanacamilpa) es una ciudad mexicana, cabecera y localidad más poblada del municipio de Nanacamilpa de Mariano Arista, estado de Tlaxcala. Según el censo de 2020, tiene una población de 13 401 habitantes.
La ciudad se conforma por barrios o colonias, entre las cuales están: Chapultepec, Villa Obregón, Infonavit, Col. Niños Héroes, Loma Bonita, Barrio de Arenas, Francisco I. Madero, etc. 

## Geografía
Está ubicada a una altitud de 2719 m s. n. m., a 57 km de la capital estatal, Tlaxcala de Xicohténcatl.

## Demografía

### Población
Conforme al Censo de Población y Vivienda 2020 realizado por el Instituto Nacional de Estadística y Geografía (INEGI), Nanacamilpa cuenta con un total de 13 401 habitantes: 6472 hombres y 6929 mujeres.
| Gráfica de evolución demográfica de Nanacamilpa entre 1900 y 2010                                            |
| |
| Instituto Nacional de Estadística y Geografía. «Archivo histórico de localidades». Consultado el 23-11-2008. |